# Волумнии

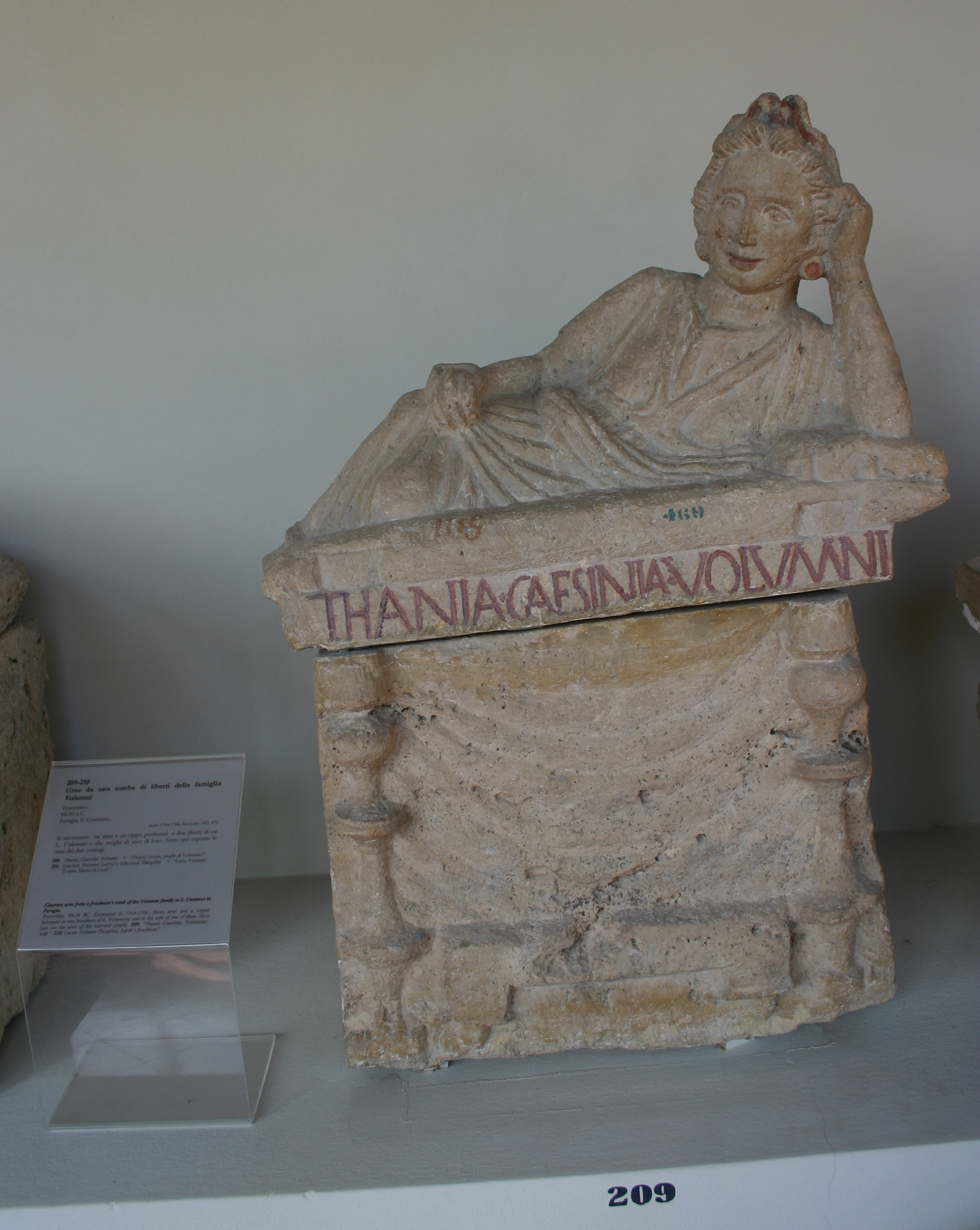
Погребальная этрусская урна представителя семьи Волумниев. Италия, город Перуджа. Археологический музей.

Волу́мнии (лат. Volumnii) — древнеримский патрицианский и всаднический род этрусского происхождения. Вскоре после свержения Тарквиниев род Волумниев переселился в Рим, где вошёл в политико-аристократическую группировку во главе с Клавдиями. Наибольшее значение и авторитет род Волумниев имел в начале Римской республики. Со временем его представители занимают менее значительные должности в государстве. Среди ветвей данного рода стоит отметить Галлов, Фламм, Аминцинов и Страбонов.

## Самые известные Волумнии
- Волумния, супруга Гнея Марция Кориолана;
- Публий Волумний Галл, консул Римской республики в 461 году до н. э.;
- Луций Волумний Фламма Виолент, консул в 307 и 296 гг. до н. э., победитель аллентинов и самнитов;
- Марк Волумний, сторонник Гая Мария, убит Катилиной;
- Луций Волумний Флакк[1][2][3] (ум. после 43 до н. э[4].), один из легатов Децима Юния Брута Альбина в Цизальпийской Галлии[5][6] и друг Марка Туллия Цицерона[7]. В конце 43 года до н. э., по одной из версий[4], был проскрибирован;
- Публий Волумний Евтрапел (ум. после 43 до н. э.), состоятельный публикан, близкий приятель Марка Антония.